# Dayalan Hemalatha
Dayalan Hemalatha (Tamil தயாளன் ஹேமலதா; * 29. September 1994 in Madras, Indien) ist eine indische Cricketspielerin, die seit 2018 für die indische Nationalmannschaft spielt.

## Aktive Karriere
Im März 2018 wurde Hemalatha in die Indische A-Nationalmannschaft berufen und absolvierte dort mehrere Spiele. Im September 2018 folgte dann ihr WODI-Debüt in der Nationalmannschaft in der Serie in Sri Lanka. Kurz darauf wurde sie für den  ICC Women’s World Twenty20 2018 nominiert und gab dort ihr WTwenty20-Debüt gegen Neuseeland, wobei sie 3 Wickets für 26 Runs erzielte. Mit dem Team erreichte sie das Halbfinale des Turniers, wo man an England scheiterte. Jedoch konnte sie sich zunächst nicht im Team etablieren. In der Saison 2021/22 konnte sie für Railways im nationalen indischen überzeugen und kam so wieder zurück ins Team. Beim Women’s Twenty20 Asia Cup 2022 gelangen ihr gegen Sri Lanka drei Wickets (3/15). Zwei Jahre später konnte sie beim Women’s Twenty20 Asia Cup 2024 als beste Leistung 47 Runs gegen Nepal erzielen. Daraufhin wurde sie für den ICC Women’s T20 World Cup 2024 nominiert.